# 후지오 쇼타
후지오 쇼타(일본어: 藤尾 翔太, 2001년 5월 2일~)는 일본의 축구 선수이다.

## 구단 경력
2020년 J1리그의 세레소 오사카에 입단하였다. 2021년부터 2022년까지 J2리그의 미토 홀리호크와 도쿠시마 보르티스에서 뛰었다. 2023년 FC 마치다 젤비아로 이적했다.

## 국가대표팀 경력
그는 2022년 AFC U-23 아시안컵에 참가할 일본 U-23 국가대표팀에 발탁되었다.
2024년 AFC U-23 아시안컵에도 출전, 우승에 기여했다. 2024년 하계 올림픽에도 발탁되었으며, 4경기에 출전, 2득점을 넣어서, 8강 진출에 기여했다.